# 四乙基乙炔二胺
四乙基乙炔二胺是一种有机化合物，化学式为C10H20N2。它可由1-氟-2,2-二氯乙烯在低温和氢氧化钾反应，经不稳定的氟氯乙炔再和二乙氨基锂反应得到。
它和二苯基乙烯酮反应，可以得到2,3-二(二乙氨基)-4,4-二苯基-2-环丁烯酮。它和硒在苯中于室温反应，可以得到四乙基二硒代草酰胺。